# فيرنون ك. سميث
فيرنون ك. سميث (بالإنجليزية: Vernon K. Smith)‏ هو سياسي أمريكي، ولد في 1913، وتوفي في 1966. حزبياً، نشط في الحزب الديمقراطي.